# Beienheim
Beienheim ist ein Stadtteil von Reichelsheim im hessischen Wetteraukreis.

## Geographie
Beienheim liegt in der Wetterau und ist der westlichste Stadtteil von Reichelsheim.

## Geschichte
Die älteste erhaltene Erwähnung des Ortes stammt von 773 und steht im Lorscher Codex. Für Beienheim sind die Tradenten Willerat und Lanther bekannt. Letzterer stiftet dem Kloster auch in Bellersheim. Die Schenkungen wurden teilweise falsch Bingenheim zugeordnet.
Der Ortsname wird von A. Bach von dem Bestimmungswort „Biege“ (Flusskrümmung) abgeleitet. Braun dagegen sieht als Ursprungswort „bige“. Auch hier ist das Ursprungswort auf Bingenheim zu beziehen.
In den historischen Dokumenten ist der Ort unter folgenden Ortsnamen belegt:
- 9. Jahrhundert: Bienheim[7]
- 1228: Bienheim[8]
- 1232: de Bigenheim,[9]

Im Spätmittelalter (1359) ließ sich ein „fryhes Gerichte czu Bienheym“ belegen.
Das Dorf war ein Reichslehen an die Wais von Fauerbach. Nach Aussterben der Waise im Mannesstamm wurde Jost Rau von Holzhausen 1558 neuer Ortsherr. Er war ein Schwiegersohn des letzten Wais von Fauerbach. Beide Adelsfamilien hatten das Kaiserliche Wassergericht der Wetterau zu Lehen. Ihr Wohnsitz war das Schloss Dorheim. Die Rau von Holzhausen errichteten in der Beienheimer Kirche eine Grablege.
1806 wurde Beienheim durch die Rheinbundakte dem Großherzogtum Hessen zugeschlagen, das es seinem Fürstentum Oberhessen (ab 1816: Provinz Oberhessen) zuordnete. Das Patrimonialgericht Beienheim der Rau von Holzhausen blieb allerdings zunächst erhalten. 1822 gaben sie diese zwar an den Staat ab, jedoch gab es bei der Durchführung der Übergabe Schwierigkeiten, so dass dieser Schritt erst 1831 vollzogen wurde. Zuständig waren nun das Landgericht Friedberg und der Landratsbezirk Friedberg.
Im Zuge der Gebietsreform in Hessen wurde Beienheim am 1. Februar 1972 als Stadtteil der Stadt Reichelsheim (Wetterau) eingegliedert.

## Bevölkerung
Einwohnerstruktur 2011
Nach den Erhebungen des Zensus 2011 lebten am Stichtag dem 9. Mai 2011 in Beienheim 1572 Einwohner. Darunter waren 117 (7,4 %) Ausländer. Nach dem Lebensalter waren 288 Einwohner unter 18 Jahren, 693 zwischen 18 und 49, 327 zwischen 50 und 64 und 264 Einwohner waren älter. Die Einwohner lebten in 648 Haushalten. Davon waren 174 Singlehaushalte, 189 Paare ohne Kinder und 225 Paare mit Kindern, sowie 51 Alleinerziehende und 6 Wohngemeinschaften. In 111 Haushalten lebten ausschließlich Senioren und in 459 Haushaltungen lebten keine Senioren.
Einwohnerentwicklung
| Beienheim: Einwohnerzahlen von 1834 bis 2022 | Beienheim: Einwohnerzahlen von 1834 bis 2022 | Beienheim: Einwohnerzahlen von 1834 bis 2022 | Beienheim: Einwohnerzahlen von 1834 bis 2022 | Beienheim: Einwohnerzahlen von 1834 bis 2022 |
| --- | -------------------------------------------- | -------------------------------------------- | -------------------------------------------- | -------------------------------------------- |
| Jahr |                                              |                                              |                                              | Einwohner                                    |
| 1834 | 1834                                         |                                              | 378                                          | 378                                          |
| 1840 | 1840                                         |                                              | 390                                          | 390                                          |
| 1846 | 1846                                         |                                              | 433                                          | 433                                          |
| 1852 | 1852                                         |                                              | 447                                          | 447                                          |
| 1858 | 1858                                         |                                              | 439                                          | 439                                          |
| 1864 | 1864                                         |                                              | 401                                          | 401                                          |
| 1871 | 1871                                         |                                              | 397                                          | 397                                          |
| 1875 | 1875                                         |                                              | 389                                          | 389                                          |
| 1885 | 1885                                         |                                              | 418                                          | 418                                          |
| 1895 | 1895                                         |                                              | 408                                          | 408                                          |
| 1905 | 1905                                         |                                              | 449                                          | 449                                          |
| 1910 | 1910                                         |                                              | 489                                          | 489                                          |
| 1925 | 1925                                         |                                              | 532                                          | 532                                          |
| 1939 | 1939                                         |                                              | 564                                          | 564                                          |
| 1946 | 1946                                         |                                              | 821                                          | 821                                          |
| 1950 | 1950                                         |                                              | 772                                          | 772                                          |
| 1956 | 1956                                         |                                              | 868                                          | 868                                          |
| 1961 | 1961                                         |                                              | 919                                          | 919                                          |
| 1967 | 1967                                         |                                              | 1.055                                        | 1.055                                        |
| 1970 | 1970                                         |                                              | 1.187                                        | 1.187                                        |
| 1980 | 1980                                         |                                              | ?                                            | ?                                            |
| 1990 | 1990                                         |                                              | ?                                            | ?                                            |
| 2000 | 2000                                         |                                              | ?                                            | ?                                            |
| 2011 | 2011                                         |                                              | 1.572                                        | 1.572                                        |
| 2022 | 2022                                         |                                              | 1.582                                        | 1.582                                        |
| Datenquelle: Historisches Gemeindeverzeichnis für Hessen: Die Bevölkerung der Gemeinden 1834 bis 1967. Wiesbaden: Hessisches Statistisches Landesamt, 1968. Weitere Quellen: LAGIS; Zensus 2011; 2022 |                                              |                                              |                                              |                                              |

Historische Religionszugehörigkeit
| • 1961: | 750 evangelische (= 81,61 %), 162 katholische (= 17,63 %) Einwohner |

## Wappen
| Wappen von Beienheim | Blasonierung: „In silbernem Schild ein blauer rotbewehrter Löwe, der mit einem roten Balken belegt ist.“ |
| Wappen von Beienheim | Das Wappen wurde am 25. Februar 1954 durch das hessische Innenministerium genehmigt.                     |

## Kultur und Sehenswürdigkeiten
- Gesamtanlage Beienheim
- An der Wüstengasse, jüdischer Friedhof
- Bahnhofstraße 14, Bahnhof
- Berliner Straße 16
- Berliner Straße 22
- Berliner Straße 30
- Berliner Straße 31
- Berliner Straße 42: Ehemaliges Wirtshaus Stein, „ein traufständiger Bau mit Krüppelwalmdach“[18]
- Zur Kirche 4, evangelische Pfarrkirche, neu erbaut 1777/78, und Gedenkstätte

## Wirtschaft und Infrastruktur

### Verkehr
Durch den Ort führt die Landesstraße 3186.
Der öffentliche Personennahverkehr wird durch die Horlofftalbahn und die Buslinien 5155 und 210 sichergestellt. Im Bahnhof Beienheim teilt sich die Horlofftalbahn in die Zweige nach Wölfersheim (Bahnstrecke Friedberg–Mücke) und Nidda (Bahnstrecke Beienheim–Schotten).

### Öffentliche Einrichtungen
Der Kindergarten Purzelbaum besteht aus zwei Gruppen à 25 Kinder und einer Krabbelgruppe.